# Algemene verkiezingen in Botswana (2014)

De resultaten per kiesdistrict.

De Algemene verkiezingen in Botswana van 2014 vonden op 24 oktober plaats. De verkiezingen werden gewonnen door de regerende Botswana Democratic Party (BDP)van president Ian Khama. De BDP verloor echter wel 7 zetels t.o.v. 2009

## Deelnemende partijen
- Botswana Democratic Party, gematigd conservatief, aan de macht sinds de onafhankelijkheid in 1966;
- Umbrella for Democratic Change, sociaaldemocratisch, gematigd, een bundeling van oppositiepartijen;
- Botswana Congress Party, sociaaldemocratisch en gematigd liberaal.

## Nationale Vergadering
Het aantal kiesgerechtigden bedroeg 824.073, waarvan 698.409 (84,75%) hun stem uitbrachten. Naast de 57 gekozen leden, zijn er ook 6 benoemde en ex officio personen lid van de Nationale Vergadering, w.o. de President van het land en de landsadvocaat.
| Partij                          | Partij                          | Zetels   | %      |
| ------------------------------- | ------------------------------- | -------- | ------ |
|                                 | Botswana Democratic Party       | 37 (−7)  | 46,45  |
|                                 | Umbrella for Democratic Change  | 17 (+11) | 30,01  |
|                                 | Botswana Congress Party         | 3 (−1)   | 20,43  |
| Partijloos                      | Partijloos                      | 0 (−1)   | 3,11   |
| Benoemde en Ex officio leden    | Benoemde en Ex officio leden    | 6        |        |
| Totaal                          | Totaal                          | 63       | 100,00 |
| Geregistreerde kiezers/ opkomst | Geregistreerde kiezers/ opkomst | 824.073  | 84,75  |
| Bron: IEC                       |                                 |          |        |

## Presidentsverkiezingen
De Nationale Vergadering herkoos in nieuwe samenstelling op 28 oktober Ian Khama als president van Botswana voor een termijn van vijf jaar.

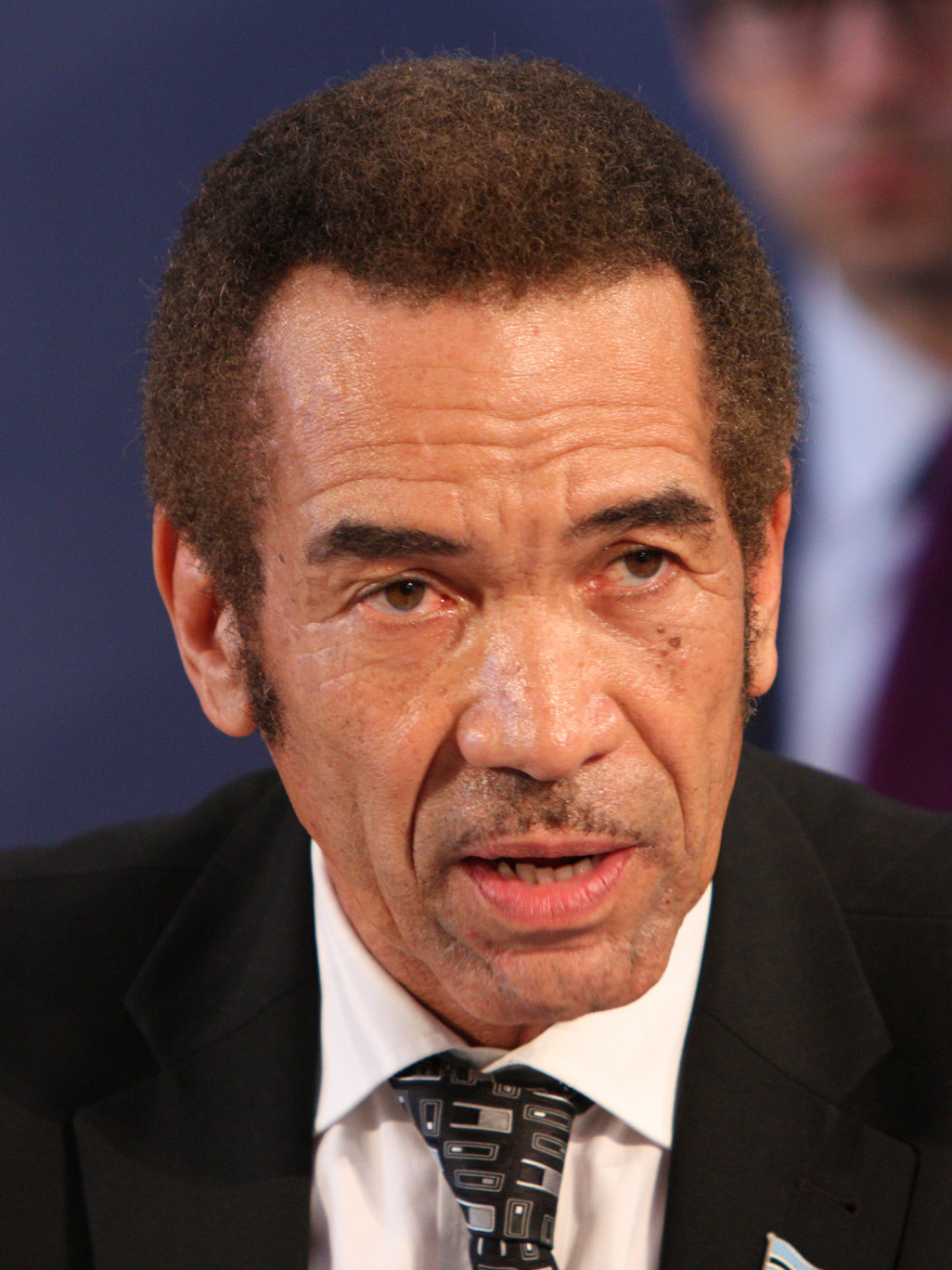
Zittend president Ian Khama werd door de Nationale Vergadering tot president gekozen.

Algemene en regionale verkiezingen: 1965 · 1969 · 1974 · 1979 · 1984 · 1989 · 1994 · 1999 · 2004 · 2009 · 2014 · 2019 ·  2024

Referenda: 1987 · 1997 · 2001